# Ribs
Ribs è un singolo promozionale della cantante neozelandese Lorde, pubblicato il 30 settembre 2013 come estratto dall'album in studio di debutto Pure Heroine.
A partire dal 2020 il brano è tornato virale nelle classifiche streaming grazie alla piattaforma TikTok.

## Descrizione
Per la stesura del testo del brano, avvenuta il giorno della partecipazione al segmento neozelandese del Laneway Festival, Lorde ha tratto ispirazione dalla sensazione di paura derivante dal crescere e da una festa organizzata quando i genitori erano via di casa.
Nel testo, la cantante fa riferimento al brano del 2002 del gruppo musicale canadese Broken Social Scene Lover's Spit. La rivista Consequence of Sound ha notato come la produzione minimalista impiegata nel brano abbia permesso alla cantante di incastrare diverse melodie tra loro finendo per creare un effetto corale.

## Accoglienza
Sin dalla sua pubblicazione, Ribs è stato accolto positivamente da parte della critica specializzata. Mike Wass di Idolator ne ha evidenziato la «vulnerabilità», mentre nel 2013 Lindsay Zoladz di Pitchfork l'ha elogiata come miglior canzone scritta da Lorde fino a quel momento. Evan Sawdey di PopMatters l'ha definita uno dei punti salienti dell'album, con i testi che descrivono «un'atmosfera e uno stato d’animo specifici». Sawdey ha anche paragonato il «ritmo costante da club» che si sente «sotto la sua voce» a quello di un battito cardiaco. The A.V. Club ha definito Ribs come «la miglior dimostrazione del talento di Lorde» mentre Jon Hadusek dj Consequence of Sound lo definisce come uno dei pezzi essenziali per la comprensione del repertorio artistico di Lorde.
La canzone è stata inclusa in diverse classifiche di settore. Nel 2017, Billboard è stata posizionata al 12º posto della classifica relativa ai cento migliori brani poco sconosciuti tra gli artisti pop del XXI secolo. Tatiana Cirisano ha motivato la scelta dichiarando che si tratta della «riflessione più toccante sulle ansie — e le piccole emozioni — del crescere». Per Uproxx si è invece trattato della 95ª miglior canzone degli anni 2010.

## Tracce
Testi e musiche di Ella Yelich-O'Connor e Joel Little.
1. Ribs – 4:18